# Steyr-Puch Pinzgauer
Il Pinzgauer è una famiglia di veicoli fuoristrada a trazione integrale (4×4 e 6×6) e ad alta mobilità, utilizzati principalmente da clienti del settore difesa. Il modello fu originariamente sviluppato alla fine degli anni sessanta e prodotto dalla casa automobilistica Steyr-Daimler-Puch di Graz, in Austria, e così chiamato in riferimento alla razza equina austriaca Pinzgauer (o Noriker). Il Pinzgauer, la cui produzione è continuata fino alla fine del secolo, dismesso a fine vita operativa e venduto sul mercato civile è stato molto popolare fra i collezionisti di veicoli militari, utilizzato dai loro proprietari nelle manifestazioni a tema..
Nel 2000 la licenza di produzione fu ceduta alla Automotive Technik Ltd (ATL) nel Regno Unito, che fu successivamente acquisita dalla Stewart & Stevenson Services, Inc. nel 2005, che a sua volta nel maggio 2006 divenne una società controllata del gruppo aerospaziale e di difesa Armor Holdings, Inc., acquisita infine l'anno successivo dalla BAE Systems plc, che ha interrotto la produzione del Pinzgauer nel Regno Unito, dopo la verifica sulla vulnerabilità del veicolo alle mine e agli ordigni esplosivi improvvisati in Afghanistan. Un lavoro di sviluppo (fatto nel Regno Unito) per la realizzazione del Pinzgauer II è stato valutato da una sussidiaria della BAE a Benoni, in Sud Africa, ma finora nessun veicolo è stato ancora prodotto.

## Prima serie

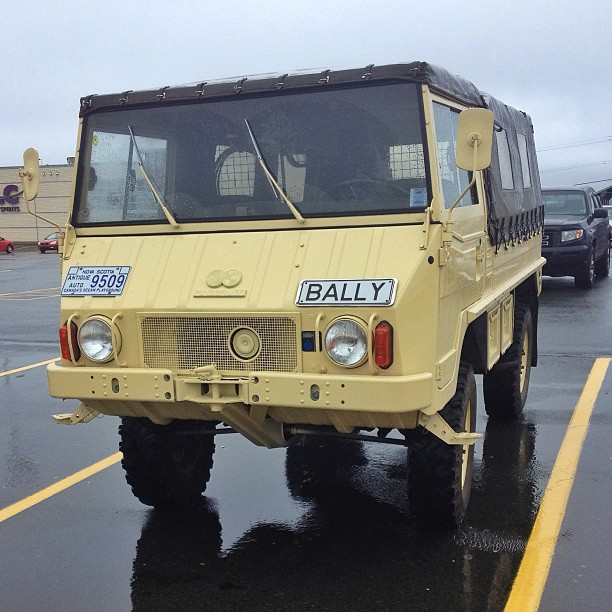
Vista frontale del Pinzgauer

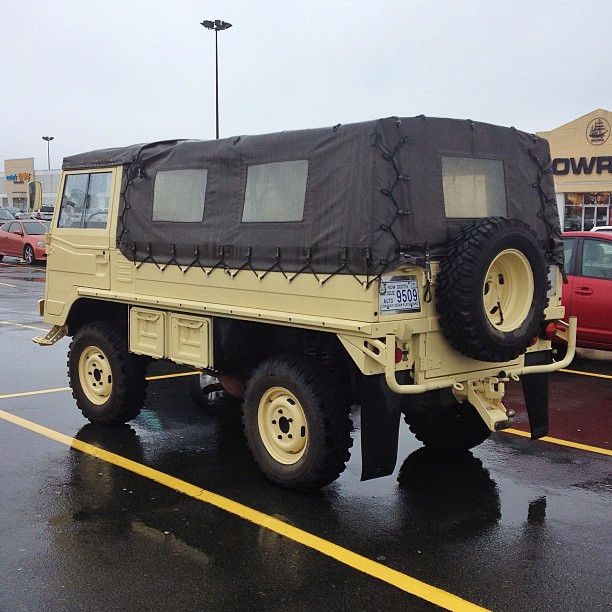
Vista laterale del Pinzgauer

Il prototipo originale fu sviluppato intorno al 1969 e la produzione iniziò nel 1971 come successore del veicolo fuoristrada 4x4 militare leggero Steyr-Daimler-Puch Haflinger 700 AP 700. La prima generazione di Pinzgauer (modelli 710 e 712) fu prodotta fino al 2000 dalla Steyr-Daimler-Puch nella città di Graz, in Austria. Il veicolo è stato, ed è tuttora in uso, in molti eserciti del mondo: in Austria, Svizzera, Regno Unito, Arabia Saudita, Thailandia, Albania e Bolivia.
Nel 2009, la fabbrica di Graz produceva i veicoli fuoristrada Classe G della Mercedes-Benz.
Il Pinzgauer è uno dei più performanti veicoli all-terrain mai costruito. Pur non essendo veloce (max 110 km/h), può trasportare molte persone. Anche il più piccolo 710M può portare 10 persone oppure due pallet NATO. Entrambi i modelli 4×4 e 6×6 possono caricare fino a 5 tonnellate su strada e, rispettivamente, 1500 e 1800 kg fuoristrada. Ha un'autonomia di oltre 400 km per ogni pieno di carburante, oppure circa 700 km con il serbatoio opzionale da 125 litri. La prima generazione di Pinzgauer fu prodotta nelle versioni con 4 ruote motrici (modello 710) e 6 ruote motrici (6×6) (modello 712).
Il Pinzgauer fu concepito per essere affidabile e facile da riparare; è equipaggiato con un motore raffreddato ad aria con carburatori dual-Zenith NDIX da 36 mm. Il motore del Pinzgauer fu specificatamente progettato per il veicolo: possiede più di una pompa per l'olio, in modo che il motore non si inceppi mai in qualunque modo il veicolo sia orientato.
Il Pinzgauer ha un design che contribuisce alla sua alta mobilità. Ha un telaio centrale con un cambio-differenziale che distribuisce il peso più equamente e mantiene il baricentro il più basso possibile. I differenziali sono tutte unità sigillate e perciò necessitano di una minima lubrificazione addizionale. Il Pinzgauer ha anche gli assi a portale come nell'Unimog per offrire una manovrabilità extra sugli ostacoli. Il modello 710 4×4 fu quello più diffuso, anche se il Pinzgauer fu disegnato fin dall'inizio per avere la configurazione 6×6. La sospensione posteriore del modello 712 6x6 fu disegnata per offrire la massima trazione in circostanze più impegnative, oltre all'aumento della capacità di traino, carico e fuoristrada.
Durante la produzione, dal 1971 al 1985, furono prodotti complessivamente 18 349 veicoli, che furono venduti a clienti sia civili sia militari.

### Varianti

#### 710 4×4

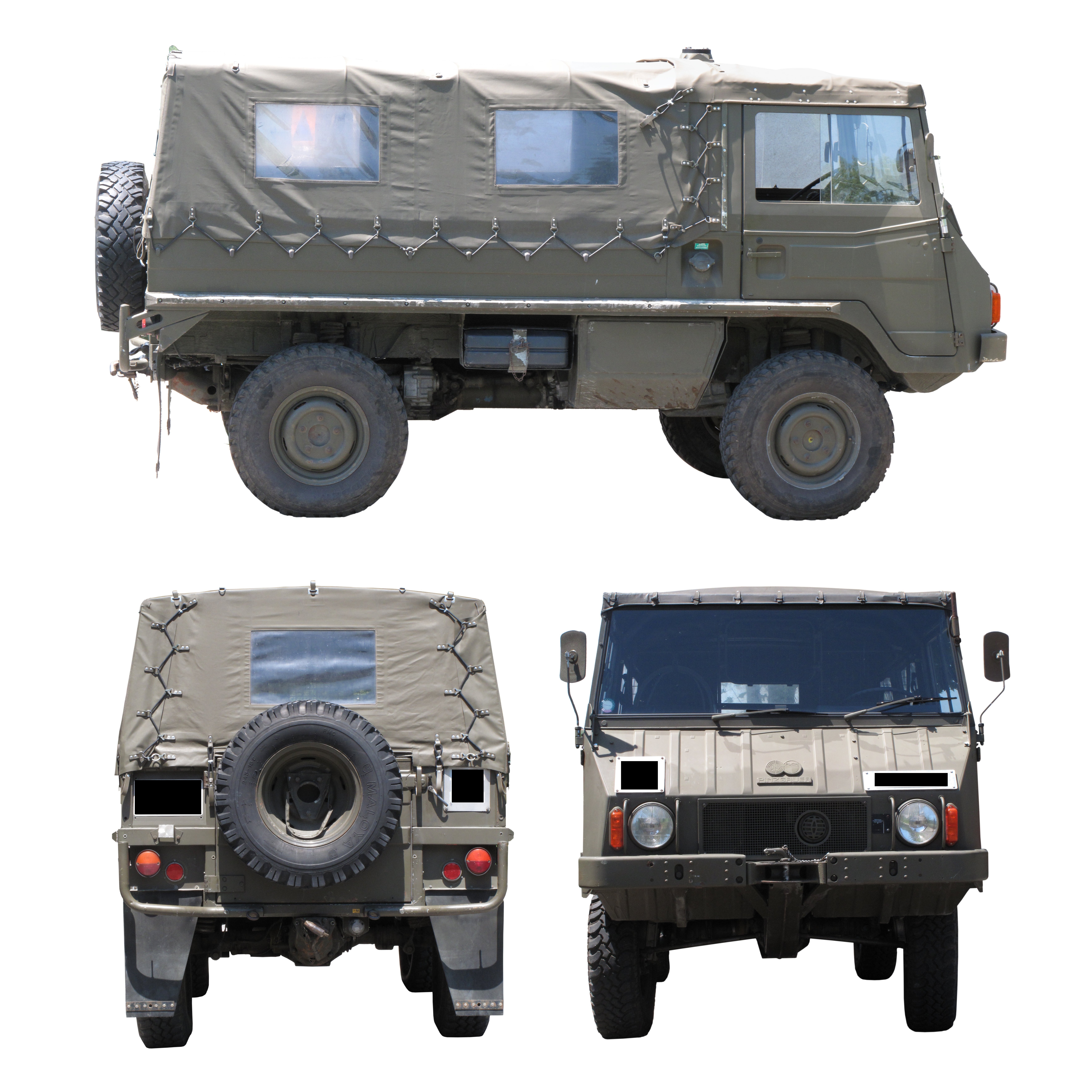
Pinzgauer 710M 4×4

| M     | telonato con sedili (10 passeggeri)         |
| T     | cassone                                     |
| K     | station wagon 5 porte hard con tetto rigido |
| AMB-Y | ambulanza con 3 porte                       |
| AMB-S | ambulanza con tetto rimovibile              |

#### 712 6×6
| M     | telonato con sedili passeggeri     |
| T     | cassone                            |
| FW    | veicolo antincendio                |
| K     | station wagon a 5 porte            |
| W     | workshop with air-portable shelter |
| DK    | pickup con cabina a 4 porte        |
| AMB-S | ambulanza con tetto rimovibile     |

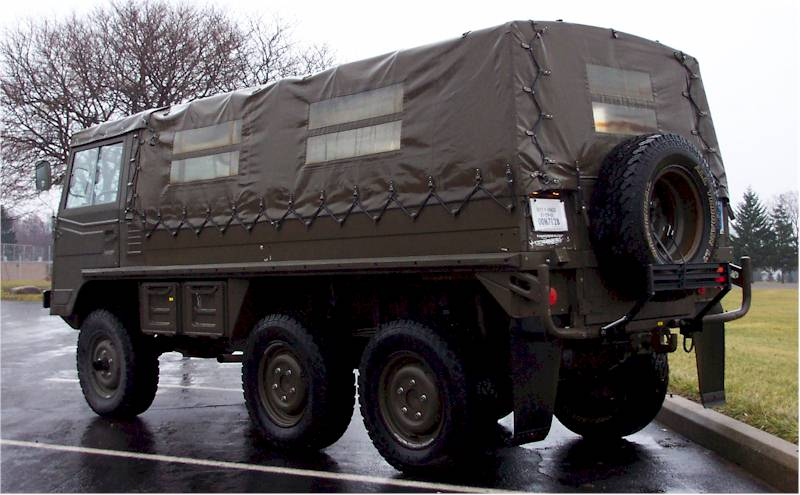
Pinzgauer 712M 6×6

Gli allestimenti più diffusi sono il tipo "K" (tetto rigido) oppure il tipo "M" (telonato).

### Caratteristiche
Tutti i Pinzgauer della prima serie sono equipaggiati con:
- Motore a 4 cilindri raffreddato ad aria da 2,5 litri, con l'eccezione di alcuni modelli 712 dell'ultima produzione, generalmente allestiti ad ambulanza.
  - potenza certificata DIN: 65 chilowatt (88 PS; 87 bhp) (105 hp SAE)
  - coppia: 180 newton per metro (133 ft⋅lbf)
- Cambio manuale a 5 rapporti, con 2 transfer case
- Trazione integrale a quattro o sei ruote con differenziale idraulico on-the-fly
- Sospensioni totalmente indipendenti
- Telaio Backbone[1]
- Differenziali integrati
- Impianto elettrico a 24 volt
- Freni a tamburo vacuum assisted
- Assali a portale per aumentare la luce a terra

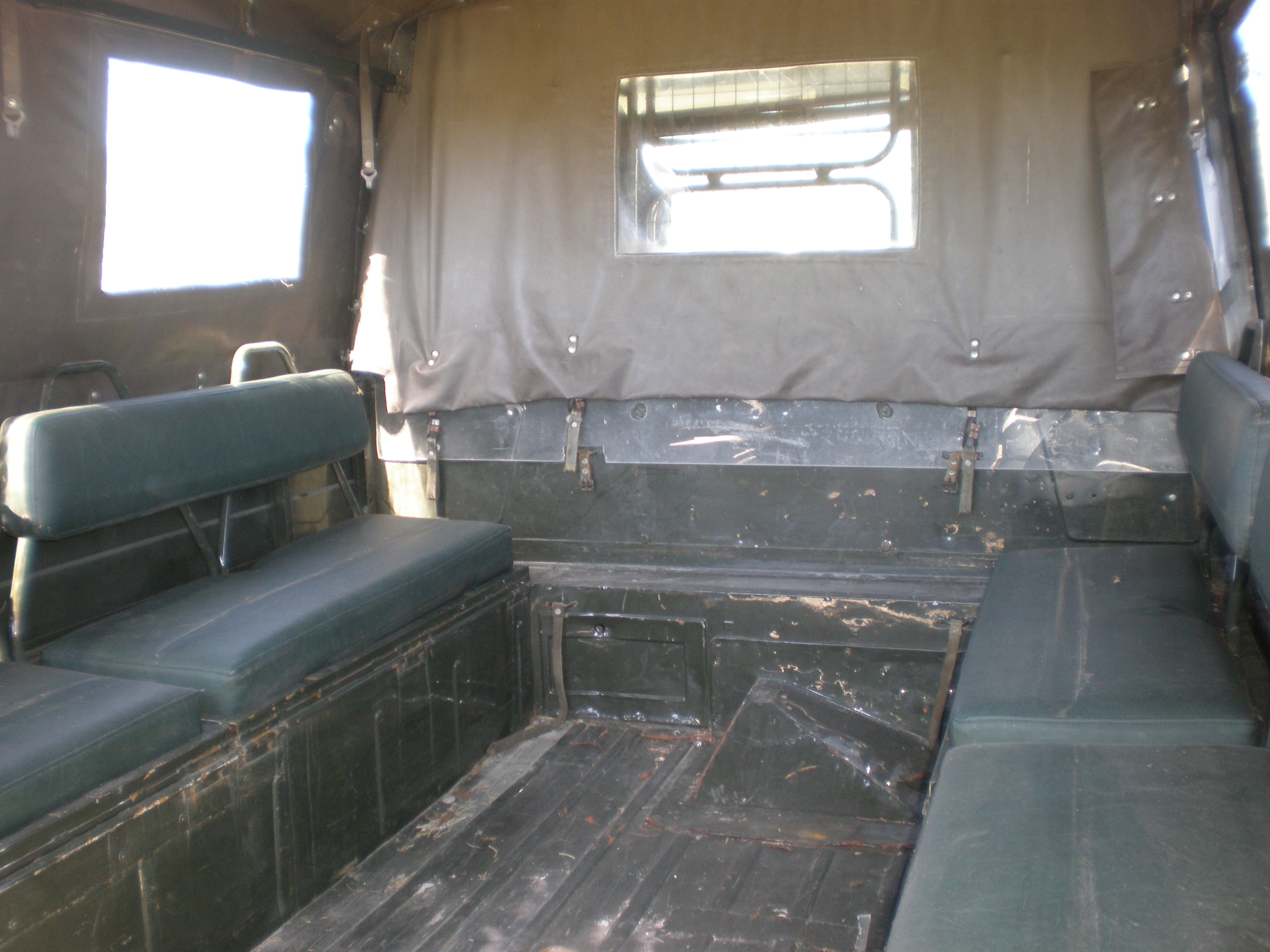
Interno del Pinzgauer

## Seconda serie

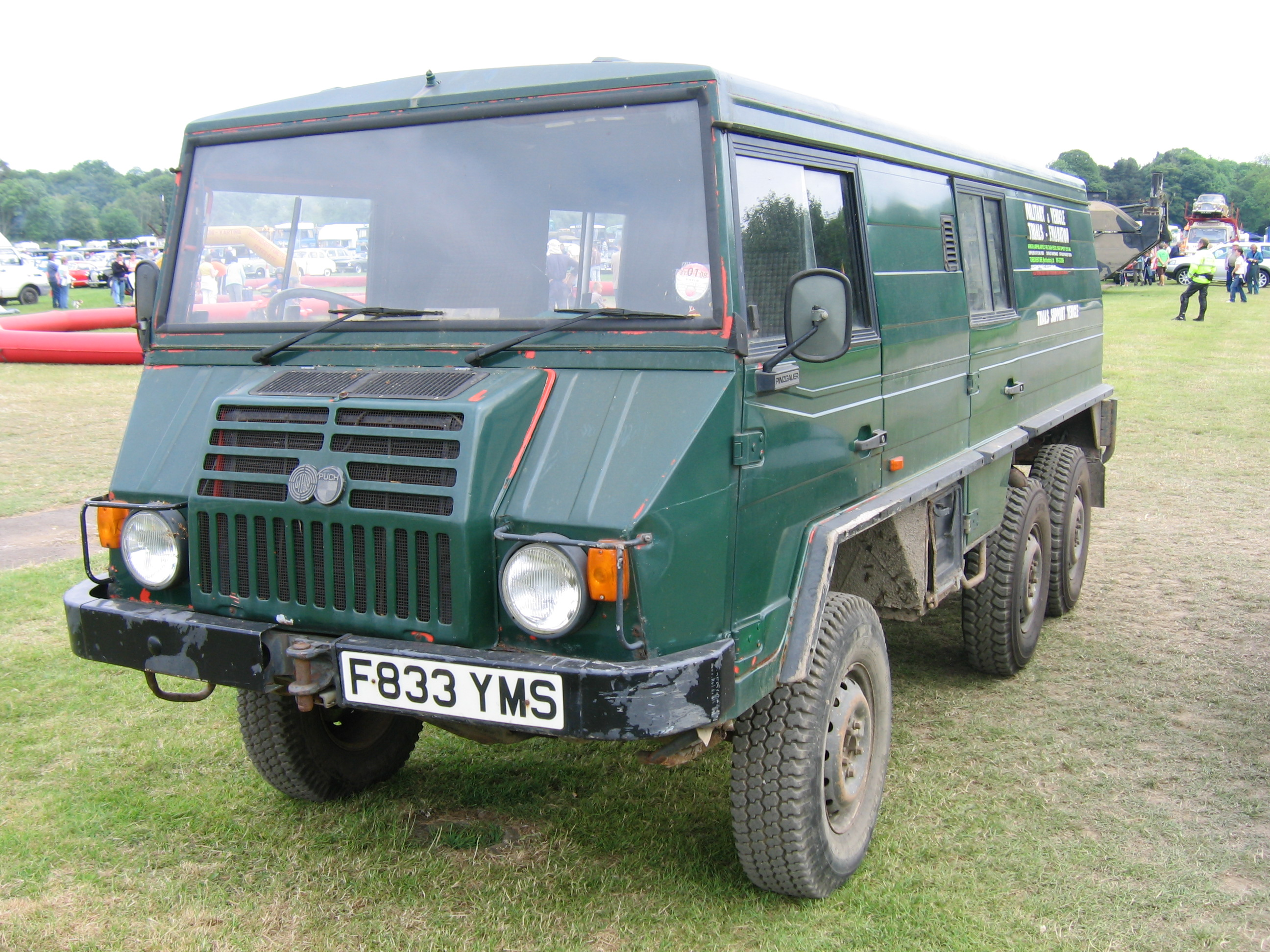
Pinzgauer 718K

Nel 1980, la Steyr-Daimler-Puch iniziò lo sviluppo di una seconda generazione di Pinzgauer. Dopo sei anni di ricerca e sviluppo, i primi veicoli del Pinzgauer II furono avviati alla catena di montaggio nel 1986.
Il brevetto del Pinzgauer è ora di proprietà della BAE Systems Land Systems di Guildford, ma la produzione è cessata.
Il modello a 4 ruote motrici (4×4) viene chiamato 716, mentre il modello 6×6 è chiamato  718. Il nuovo 716 ha la stessa capacità di carico del vecchio 712, mentre il nuovo 718 ha anche una maggiore capacità di carico.
Alcune delle piccole modifiche al design del Pinzgauer II comprendono:
- motore diesel in linea a sei cilindri Volkswagen Group Turbocharged Direct Injection
- cambio automatico ZF Friedrichshafen a 4 rapporti (di serie) oppure cambio manuale a 5 marce (opzionale)[1]
- pianale leggermente più ampio
- pneumatici leggermente più grandi
- freni a disco
- trasmissione automatica standard, con possibilità di cambio manuale

La seconda generazione dell'autoveicolo ha attraversato diverse revisioni minori nel corso della sua vita, a differenza della prima generazione, che ha utilizzato lo stesso design durante la produzione. I primi Pinzgauers della seconda generazione sono stati designati P80 (1980). Sono poi passati attraverso una revisione nel 1990 (P90), nel 1993 (P93) e un cambio del motore nel 2002: si trattava del nuovo motore Turbocharged Direct Injection (TDI) della Volkswagen per rispettare i nuovi requisiti di emissione Euro3.

## Impiego operativo

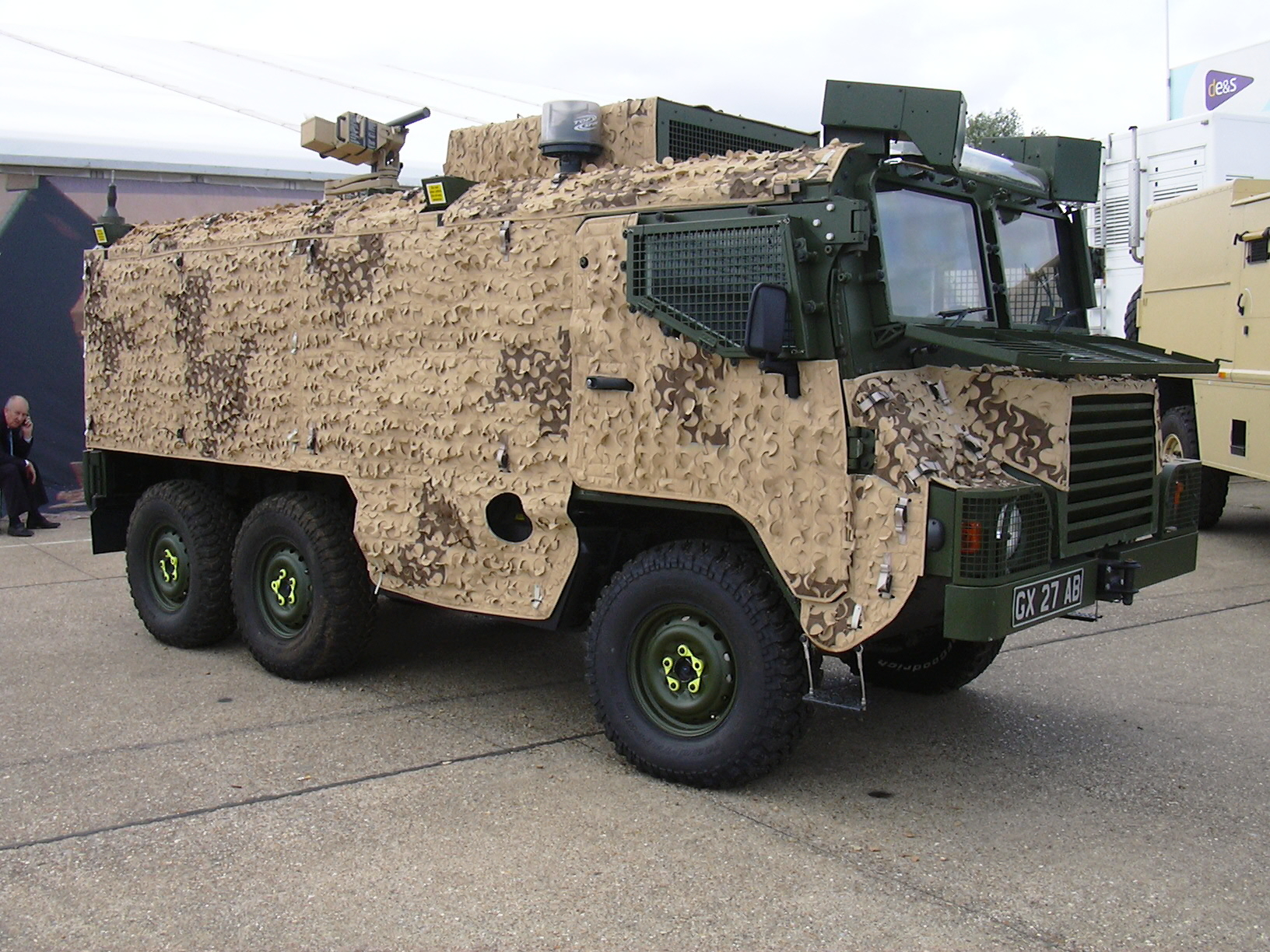
Vettore Pinzgauer dell'esercito britannico

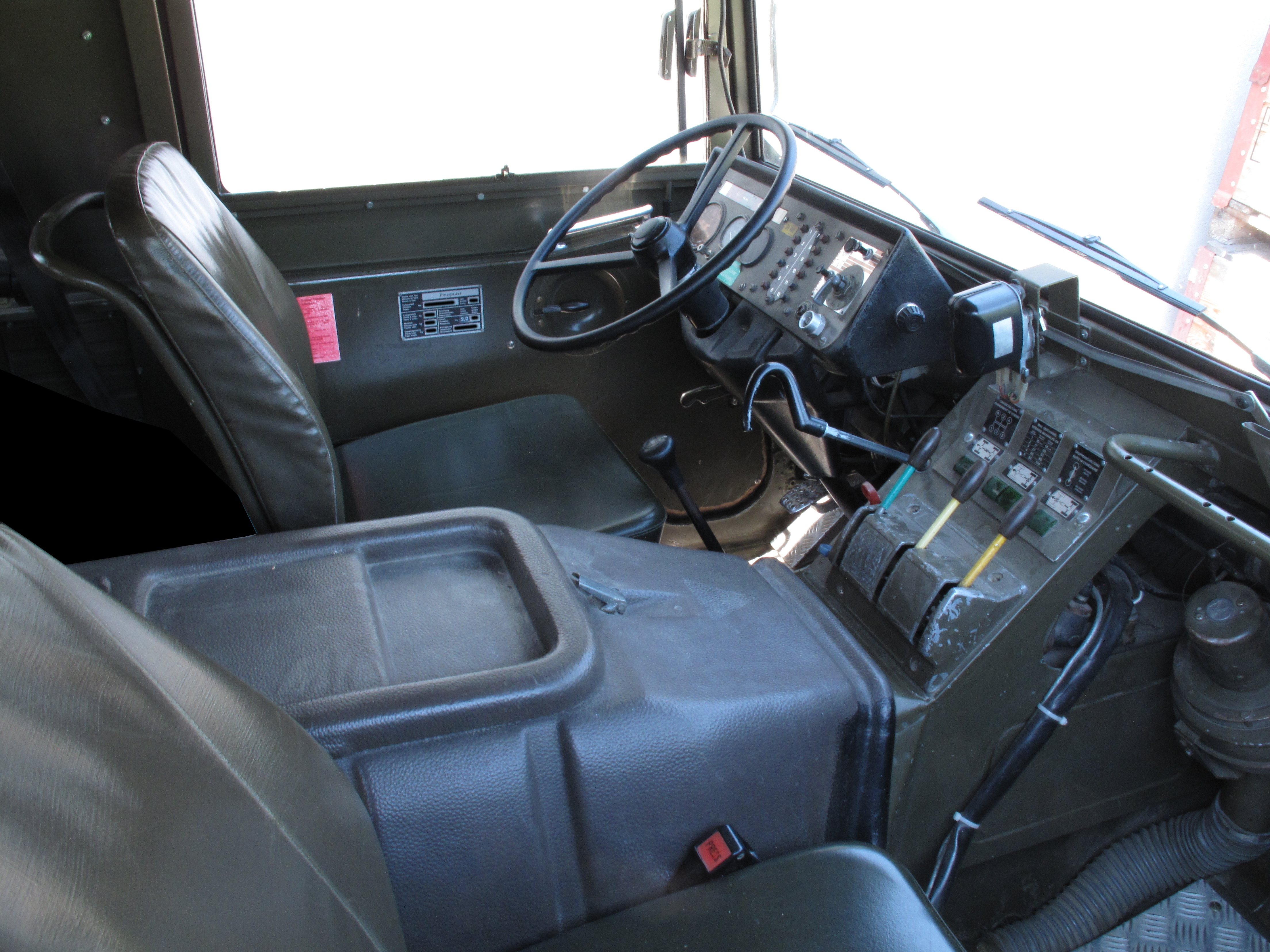
Posto di guida del Pinzgauer

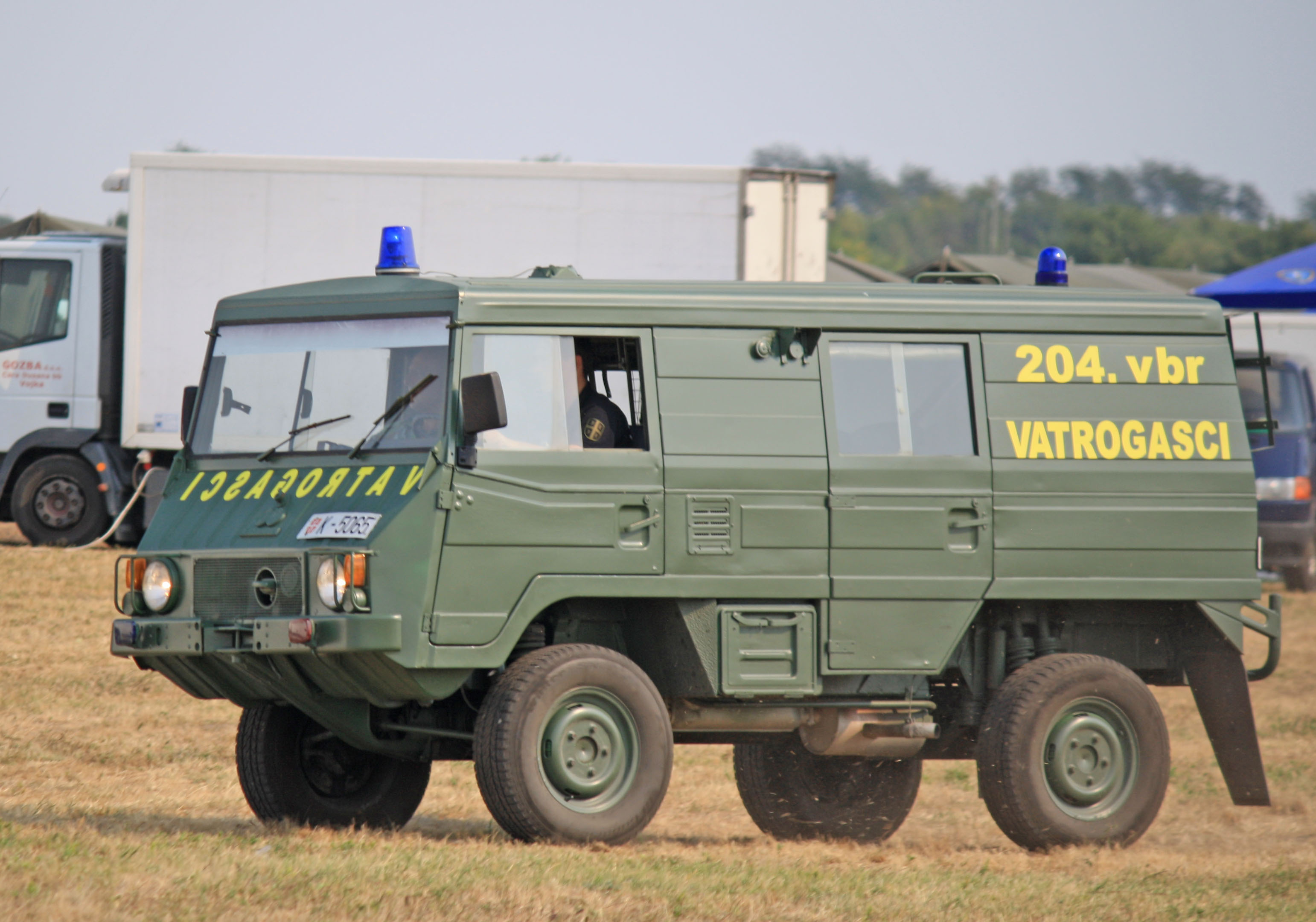
Pinzgauer dell'aeronautica militare serba in forza alla 204 brigata aerea nella base aerea di Batajnica.

Il Pinzgauer ha rimpiazzato in breve tempo il Land Rover Defender nell'ambito militare, nonostante il suo elevato costo per unità. Il Pinzgauer (chiamato familiarmente "Pinz" dai soldati britannici) è stato utilizzato principalmente dalla Royal Artillery a causa del suo impiego per il trasporto di artiglieria leggera. Una nuova versione blindata chiamata "Vector" è entrata in servizio nell'esercito britannico all'inizio del 2007, al fine di fornire veicoli di pattuglia più sicuri per le truppe in Afghanistan. Il 6×6 Vector PPV (Protected Patrol Vehicle) fu costruito - secondo il costruttore - sul design collaudato esistente, con miglioramenti per includere una combinazione di protezione fisica, così come l'uso di sofisticate contromisure elettroniche per massimizzare la sopravvivenza durante il pattugliamento. Tuttavia, nel vettore PPV fu riscontrata l'inadeguatezza delle sospensioni e dei mozzi delle ruote, così come scarsa protezione contro gli ordigni esplosivi improvvisati, perdendo rapidamente credito presso i comandanti ed è stato ritirato dal servizio. Il Pinzgauer è anche la base per l'elemento denominato Ground Station Tactical (TGS) del radar Raytheon Systems Limited Airborne Standoff (ASTOR). Il TGS comprende due veicoli workstation, un veicolo di supporto della missione e un veicolo di utilità standard.
Molti Pinzgauer furono venduti alle forze militari austriache e svizzere) per essere utilizzati come veicoli commerciali non tattici. Nell'uso militare vengono utilizzati come veicoli generici, veicoli di comando, trasporto truppe, ambulanza e veicoli di rimorchio, ruoli molto simili a quelli di altri mezzi di trasporto di provenienza civile come Land Rover nel Regno Unito, la Blazer CUCV negli Stati Uniti e la Mercedes G in molti paesi europei.
La New Zealand Army ha acquistato 321 veicoli Pinzgauer in 8 varianti perché svolgano il ruolo di veicolo operativo leggero (Light Operational Vehicle - LOV).
L'esercito della Malesia ha acquistato 168 Pinzgauer 716 per trasporto d'artiglieria e 164 Pinzgauer 718 6×6 per trasporto mortai, in sostituzione dei vecchi Volvo C303 e C304. Qui il Pinzgauer viene affettuosamente chiamato "Piglet" (maialino) per il suo design.

### Impiego civile
Il Pinzgauer è stato commercializzato anche sul mercato civile, in tutto il mondo, per l'uso come camper, camion agricolo, ambulanza, mezzo anti-incendio, e veicolo per salvataggio. Allo stesso modo, molti sono stati utilizzati come furgoni turistici in virtù della loro grande capacità di carico dei passeggeri e per la stabilità ed affidabilità. I Pinzgauer sono stati utilizzati per il trasporto di turisti in Africa, Australia, Sud America, Hawaii ed altri luoghi esotici. Alcuni sono ancora in uso oggi. I Pinzgauer sono stati commercializzati ed ampiamente utilizzati dalle aziende energetiche a fini di esplorazione petrolifera. Alcuni Pinzgauer sono stati utilizzati per competizioni automobilistiche off-road, tra cui la famosa Parigi-Dakar e il Rainforest Challenge in Malesia.

## Capacità
Il Pinzgauer è un veicolo fuoristrada con grandi capacità tecniche. In alcuni scenari offre peculiarità migliori dell'Humvee e del Land Rover Defender.
- Angoli di attacco e uscita 45°
- Angolo di dosso 45° (4x4), 52° (6x6)
- 100% di pendenza, oppure fino alla perdita di aderenza degli pneumatici
- Profondità di guado: 700 mm
- Sbalzo anteriore 970 mm, posteriore 1005 mm
- Può salire su ostacoli alti fino a 360 mm
- Pendenza di inclinazione: 43,5°
- Carico massimo 1000/1500 kg (4×4/6×6)
- 335 millimetri di spazio nel punto più basso a pieno carico
- Velocità massima: (710 - 4x4): 110 km/h, (712 - 6x6): 100 km/h, (716 - 4x4): 125 km/h, (718 - 6x6): 115 km/h
- Coppia disponibile a partire da 4 km/h
- L'allestimento M può trasportare 10 persone (4×4) e 14 persone (6×6)

## Utilizzatori

### Militari
Arabia Saudita
 Argentina
- Fuerzas Armadas de la República Argentina

 Austria
- Österreichisches Bundesheer

 Bolivia
- Ejército de Bolivia[6]

 Cipro
 Lituania
 Macedonia del Nord
- Armija na Republika Makedonija[senza fonte]

 Malaysia
- Tentera Darat Malaysia

 Nigeria
- Nigerian Army[7]

 Nuova Zelanda
- New Zealand Army[1]
- Regno Unito

 Regno Unito
- British Army[1]
- Royal Artillery[1]

 Serbia
- Kopnena Vojska Srbije
- Vazduhoplovstvo i PVO Vojske Srbije

 Svizzera
- Esercito svizzero